# 673 Edda
673 Edda è un asteroide della fascia principale del diametro medio di circa 37,53 km. Scoperto nel 1908, presenta un'orbita caratterizzata da un semiasse maggiore pari a 2,8137367 UA e da un'eccentricità di 0,0110979, inclinata di 2,87948° rispetto all'eclittica.
Il suo nome fa riferimento all'Edda poetica, che insieme all'Edda in prosa costituisce una raccolta di leggende norrene.